# Закуска в Тифани (филм)
„Закуска в Тифани“ (на английски: Breakfast at Tiffany's) е американски филм, романтична комедия от 1961 г. на режисьора Блейк Едуардс. Сценарият е на Джордж Акселрод. Парамаунт Пикчърс (Paramount pictures) го пускат по кината на 5 октомври, 1961 г., като филмът бележи комерсиален и критически успех. 
Филмът е базиран на романа „Закуска в Тифани“ (Breakfast at Tiffany's) от 1958 г. на писателя Труман Капоти. Между двете произведения има значителни различия.  
В главната роля участва Одри Хепбърн, като Холи Голайтли (Holly Golightly) – наивна, ексцентрична дама от кафе-обществото (в книгата - ескорт, компаньонка за публични събития), която се влюбва в писател (Пол Варжак - Paul Varjak, в чиято роля е Джордж Пепард), изпаднал в затруднение. Образът на Пол доразвива във филма този на разказвача от новелата. 

## Сюжет
Холи редовно закусва в преддверието на известния магазин „Тифани & Ко.“ (Tiffany & Co.), в Мидтаун Манхатън, защото само там се чувства спокойна и щастлива. Тя мечтае за любов (място в живота), в която да се чувства по същия начин, но вместо това води живот на бедна авантюристка с мимолетни любовни връзки и апетити към състоянията на непостоянни ухажори, като местния магнат Ръсти Тролър и богатия бразилец Жозе да Силва Перейра. Забъркала се е и с местния мафиот и търговец на наркотици Соли Томато, когото редовно посещава в затвора „Синг Синг“. 
Живее, заедно със своята безименна котка, в апартамент в сграда, поддържана от японец, наричан мистър Юниоши (Mr. Yunioshi) и често го дразни, както с партита си, така и с навика да си губи ключовете. Там се запознава с Пол, който е новият й съсед, а по-късно - и с неговата менторка-богаташка, която го подкрепя по-скоро по емоционални причини. Всъщност той от години не е публикувал, а вероятно - не е и писал - нищо. Холи и Пол се сприятеляват. Тя му споделя, че се опитва да събере пари за брат си Фред, на когото Пол и прилича и затова също го нарича така, за времето, когато той ще приключи службата си в армията (към края на филма брат й загива в автомобилна катастрофа), но видимо крие и някаква по-мрачна тайна, защо писателят установява, че сънува кошмари.
Скоро той узнава историята й. Част от нея му е съобщена на купон в дома й от холивудския агент на Холи, на име О. Д. Бърман. Тя е от провинцията и я е напуснала с надеждата да стане актриса. После се запознава и с възрастен ветеринар, който се представя, като неин съпруг. Оказва се, че те са се оженили в Американския Юг, когато е била едва на 14 години, а тя самата изглежда е от щата Тексас и името й първоначално е било Лула Мей Барнс. Чак тогава господин Голайтли разбира, че бракът им е анулиран и се вижда принуден да се върне сам, макар че се е надявал да я вземе със себе си.
Известно време след това Пол, чието приятелство с Холи го вдъхновява за нови творчески изяви, научава, че негов разказ ще бъде публикуван. Докато отива към Холи, за да ѝ сподели новината, попада на заглавие във вестник, в което се споменава, че Ръсти Тролър се е оженил, което за него е добре дошло защото знае, че тя също се е надявала да му стане жена, а писателят вече е влюбен в нея. Впоследствие той даже и подарява подобен на годежен бутафорен пръстен, гравиран с името й. Обаче не може да зареже и 2E (Ту-и/Туи - заради двойното й име Emily Eustace/ Емили Юстас), както нарича старата си любовница, и се опитва да охлади връзката си с Холи. Тя пък се насочва към Жозе Перейра, усилено учи португалски и се готви за новия си живот в чужбина. Насмалко да замине при Жозе в Бразилия, но е арестувана по разследване срещу Томато и бандата му.
Агентът й я освобождава под гаранция, но Жозе е научил за станалото и вече не я иска. Тя въпреки това взема решение да се добере до него и тръгва с Пол, който е донесъл пред затвора и котката й, със същото такси, с което са дошли. По пътя Холи изхвърля животното в дъжда, но Пол слиза да го търси, а на нея пожелава най-сетне да се осъзнае. Скоро и тя хуква в проливния дъжд (за разлика от книгата, където отпътува нанякъде) и намира Пол, в когото явно окончателно се е влюбила. Намират и домашния й любимец и се прегръщат с котката, скрита по палтото на мъжа.

## Продукция

### Преди продукцията
Номинираният за Оскар адаптиран сценарий е написан от Джордж Акселрод на основата на новелата на Труман Капоти. Капоти, който продава филмовите права на новелата, е искал Мерилин Монро да изиграе Холи Голайтли, чийто образ той подробно описва в книгата. Бари Парис (Barry Paris) цитира думите на самия Капоти във връзка с избора на актриса: „Мерилин винаги е била първият ми избор за ролята на Холи Голайтли“, а Акселрод е бил назначен именно за да пригоди сценария за Монро, но по внушение Лий Страсбърг, нарекъл героинята „нощна дама“, тя отказва ролята за сметка на участие в „Непригодните“. Шърли Маклейн също е получила предложение за ролята, но я е отказала и се е насочила към „Две любови“. Ким Новак също отказва ролята на Холи. Когато Хепбърн е избрана за ролята, Капоти отбелязва: „Парамаунт пренебрегнаха мнението ми по всевъзможни начини и избраха Одри“. Самата Хепбърн е имала съмнения относно ролята, тъй като характерът на Холи не отразява същността на самата актриса. В продължение на 3 месеца Акселрод работи с първоначалния режисьор на филма Джон Франкенхаймър, но по желание на агента на Хепбърн, който се надява на по-известен режисьор, той е сменен.
На Стив Маккуин (Steve McQueen) е била предложена ролята на Пол Варжак, но той е отказал, тъй като вече е имал друг договор. Джак Лемън (Jack Lemmon) също е бил потърсен, но се е оказало, че не е на разположение. Името на Робърт Вагнер (Robert Wagner) също се е завъртяло сред предложенията.

#### Заснемането на филма
Заснемането на филма започва на Пето авеню в Ню Йорк, пред магазина „Тифани & Ко.“ на 2 октомври, 1960 г. Повечето сцени навън са заснети в Ню Йорк, а всички вътрешни сцени, освен тези в „Тифани & Ко.“, са заснети на филмовата площадка на „Парамаунт Студиос“ в Холивуд, Калифорния.
Според един източник въвеждащата сцена, в която Холи се вглежда във витрината на магазина, е причинила изключително трудности за режисьора Блейк Едуардс. Въпреки че е семпла като концепция, контролирането на тълпата, неприязънта на Хепбърн към печива и електрически удар, който за малко не взима живота на член от снимачния екип, създават препятствия пред нейното заснемане. Според друг източник повторното заснемане се е случило бързо, благодарение на временно намаляване на трафика в околността. 

##### Музика
По време на филма Одри Хепбърн изпява емблематичната за продукцията песен „Moon River“, написана от Хенри Манчини и Джони Мърсър. Песента е пригодена към ограничения вокален обхват на актрисата, , като изпълнението се базира на песните, които изпява във филма от 1957 година „Клоунско лице“. При излизането на юбилейното DVD издание на „Закуска в Тифани“ копродуцентът Дик Шепърд (Dick Shepherd) казва в аудио коментар, че след изслушване в Сан Франциско Мартин Ранкин (Martin Rankin), началникът на продукциите в Парамаунт, е пожелал „Moon River“ да бъде заменена от друга песен, но според предполагаем по-късен коментар на акрисата: „Марти (Марти Джъроу, копродуцент) и аз (тя) заедно обявихме, че това ще се случи през труповете ни“. 
Саундтракът включва партитура, композирана и дирижирана от Хенри Манчини, и включваща песни на Манчини и Джони Мърсър. През 1961 година Манчини и Мърсър печелят Оскар за Най-добра оригинална песен за „Moon River“. Манчини печели и за Най-оригинална партитура. Също така има неиздадени части от партитурата. „Carousel Cue“ е от неизлъчена сцена, докато „Outtake 1“ е от изтрита сцена, в която Холи и Фред посещават Тифани'с, и включва различни вариации на основната тема. През 2013 „Интрада“ пуска цялата филмова партитура в оригиналното ѝ звучене.

## Критика и влияния

### Рецепция
„Закуска в Тифани“ е пуснат в кината от „Парамаунт Пикчърс“ на 5 октомври 1961 година, като се радва на критически и комерсиален успех, достигащ 14 милиона долара, при положение че са вложени 2,5 милиона долара в създаването на филма.Изиграната от Хепбърн Холи Голайтли се счита за една от най-паметните и лесноразпознаваеми роли. Самата актриса счита това за една от най-предизвикателните си роли, тъй като тя е била интроверт, принуден да изиграе екстроверт.
Филмът получава няколко награди - 2 Оскара, Грами и Донатело. Той получава 5 номинации на 34-тите Награди на филмовата академия на САЩ: Най-добра актриса (за Хепбърн), Най-добре адаптиран сценарий, Най-добър дизайн на продукцията, печелейки Най-добра оригинална партитура и Най-добра оригинална песен за „Moon River“. Филмът е бил представен като „културно, исторически и естетически“ значим от Библиотеката на Конгреса и избран за опазване от Националния филмов регистър през 2012 година. Филмът възражда и кариерата на танцьора и певец от 30-те години Бъди Ебсен, който получи малка, но ефектна роля във филма като Док Готлайтли, бившия съпруг на Холи. Успехът му там го отвежда към най-известната му роля като Джед Клампет в „Селяндури в Бевърли Хилс“. 
В сайта за оценка на филми „Rotten Tomatoes“ филмът има одобрение от 88%, основано на 56 ревюта със средна оценка от 7.50/10. Според критическите изводи на сайта продукцията „съдържа някои грозни анахронизми, но Блейк Едуардс достига връхна точка в хумора си, а Одри Хепбърн абсолютно огрява екрана с присъствието си“. В „Metacritic“ филмът има средна оценка от 76/100, основана на шестима критици, които индикират за „генерално положителни ревюта“.

### Артефакти
Хепбърн като Холи, с коса във висок шиньон и държаща голямо цигаре, е считан за един от най-иконичните образи в историята на американското кино през 20. век. Друг емблемтичен предмет, който се появява във филма, са слънчевите очила на Холи. Въпреки че често са бъркани с „Ray-ban“, дизайнът им и производството са дело на Оливър Голдсмит от Лондон. През 2011 година моделът е пуснат повторно по случай 50-годишнината от излизането на „Закуска в Тифани“. 
Една от трите рокли, създадени от Живанши („Givenchy“) за участието на Хепбърн във филма, е продадена на 5 декември 2006 година за 467,200 долара – почти 7 пъти повече от началната си цена на търга. „Малката черна рокля“ от “Givenchy“, носена от актрисата в началото на филма, е определена за една от най-емблематичните дрехи в историята на 20. век и е може би най-известната малка черна рокля в историята. Втора малка черна рокля, появила се в „Закуска в Тифани“, заедно с широкопола шапка, се носи от Одри Хепбърн, когато Холи отива на посещение при мафиота Сали Томато в затвора „Синг Синг“. Почит ѝ отдава героинята на Ан Хатауей Селина Кайл, алтер-его на Жената-котка, част от „Черният рицар: Възраждане“ на Кристофър Нолън. Комиксът „Жената-котка“, нарисуван от артиста Адам Хюз, е базиран на Хепбърн, като по този начин се отдава двойна почит на образа на Холи Готлайтли от образа на Жената котка.
Диамантена огърлица в „Тифани“, която Хепбърн набеждава за твърде лъскава, е „Жълтият диамант на Тифани“, е носена от актрисата в публицистичните снимки за филма. Профилът на „Тифани“ като луксозен магазин се доутвърждава след излъчването на филма.

### Холи и Пол
Труман Капоти е ненавиждал Хепбърн в главната роля. Биографът на Капоти Джералд Кларк (Gerald Clarke) счита филма за „валентинка“ към свободните по дух жени, отколкото като предупредителна история за малко момиче, което се е изгубило в големия град.: „Филмът е една конфекция – конфекция от сладко и подправки.“ Списание „Тайм“ отбелязва, че „за първия половин час холивудската Холи не е по-различна от тази на Капоти. Тя е загубила незаконното дете, което е имала в себе си, но продължава да е същата радостно и топло дете в булчински вид, което на 15 години бяга в Холивуд, за да намери нещо по-стойностно в живота – например обувки". Списанието набляга на това, че „след началото, доближаващо се до версията на Капоти, режисьорът Блейк Едуардс ... променя в края характера на героинята.“. Почти 50 години по-късно „Тайм“ коментира основополагащата роля, която изиграва за Хепбърн изобразяването на Голайтли:
„Закуска в Тифани“ задава посоката на развитие на актрисата през 60-те години в Холивуд. Холи Голайтли – момиче, идващо от малък южняшки град, и превърнало се в манхатънски трикстър, беше лошата американска братовчедка на Елиза Дулитъл (Eliza Doolittle). Холи също така се оказа прототип за следващите женски роли на Одри Хепбърн в „Шарада“, „Заедно в Париж“ и „Обир в музея“. Тя подготви зрителите за зашеметяващите нива на безпокойство, което героините на Хепбърн изтърпяват в „Часът на децата“, „Двама на пътя“ и „Когато се стъмни“.
„Ню Йорк Таймс“ нарича филма „напълно невероятен, но пленителен полет в изискано композирани и неравни части от комедия, романтика, трогателност, забавен жаргон и някои от най-луксозните райони на източната част на Манхатън“. В ревюто за представянето на актьорите вестникът нарича образа на Холи Голайт неправдоподобен. Но в лицето на мис Хепбърн, според него, тя е очарователна и миниатюрна и ще бъде обожавана, когато и да я видят. Също според вестника, Джордж Пепърд (George Peppard) е небрежен и през повечето време героят му прилича на посърнал гражданин, който предпочита да изследва действията, отколкото да взима участие в тях, Мартин Балсам (Martin Balsam) се справя в ролята на безочлив холивудски агент, японското превъплъщение на Мики Рууни (Mickey Rooney) е доста екзотично, а Патриша Нийл (Patricia Neal) се държи уверено и оживено в малкото си появи като спонсора на писателя (богаташката 2Е), докато Бъди Ебсен има кратък и затрогващ момент като съпруг на Холи.

### Юниоши
За особено противоречив се смята и образът на мистър Юниоши. Мики Рууни носи грим и си слага протеза в устата, за да изиграе окарикатурен образ на японец, а вероятно - и на хазяин. Изглежда отначало той е бил харесван от публиката, което е видно от изказване в интервю от 2008 г. с тогава 87-годишният му изпълнител, който споделя:
Къса ми се сърцето. Блейк Едуардс... поиска аз да изиграя ролята, защото той е комедиен режисьор. Наеха ме извънредно и се забавлявахме в процеса на снимане... За повече от 40 години и едно оплакване не съм чул. Където и да отивах по света, хората ми казваха: „Боже, беше толкова забавен.“. Азиатци идват при мен и ми казват: „Мики, ти беше извънземен.“
Все пак явно е имало и недоволни, а от 90-те години на XX век нататък този образ е обект на засилващи се критики от страна на американци от азиатски произход. Например във филма „Дракон: Историята на Брус Лий“ прожекция на „Закуска в Тифани“ е използвана за илюстрация на противопоставянето на расистките нагласи в Холивуд при изобразяването на азиатски герои, когато майсторът по бойни изкуства Брус Лий (чиито родители са китайци от Хонконг) и американската му съпруга Линда напускат кинозалата, след като тя забелязва разочарованието, което изпитва Брус от карикатурното представяне. И по-нататък, образът вече считан за расистка карикатура продължава да привлича негативни критики към филма, особено след като той е определен за класически в публичните пространства.
В същото интервю Мики Рууни добавя, че не би изиграл ролята, ако знаеше, че ще нарани толкова много хора: „Прощавам на тези, на които не им хареса филмът. Нека Бог благослови Америка, нека благослови Вселената, нека благослови японци, китайци, индийци и нека има примирие.“

## В ролите
| Актьор                 | Роля                             |
| ---------------------- | -------------------------------- |
| Одри Хепбърн           | Холи Голайтли                    |
| Джордж Пепард          | Пол Варжак                       |
| Патриша Нийл           | Емили Юстас (Туи (2E)) Фейленсън |
| Бъди Ебсен             | Док Голайтли                     |
| Мики Руни              | мистър Юниоши                    |
| Мартин Болсам          | О. Д. Бърман                     |
| Алън Рийд              | Сали Томато                      |
| Хосе Луис Де Вилялонга | Хосе да Силва Перейра            |